# اودرسل
اودرسل (به فرانسوی: Audresselles) یک کمون در فرانسه است که در canton of Marquise واقع شده‌است. اودرسل ۵٫۷۲ کیلومتر مربع مساحت دارد ۳۰ متر بالاتر از سطح دریا واقع شده‌است.